# Personnage historique
Pour les articles homonymes, voir Personnage.
Un personnage historique est inspiré d'une personne ayant réellement existé. Objet d'étude ou d'affabulations de la part de l'auteur d'un roman historique, sa vie d'aventures dans le roman peut diverger considérablement du personnage réel. Le genre fut adulé au XIXe siècle avec des auteurs prolifiques tels Edmond Rostand.
Du XVIIe siècle au XVIIIe siècle, les tragédies revisitant le monde grec s'appuyaient sur des personnages historiques de première importance et en magnifiaient la condition humaine ; cette tendance servit à une réappropriation de la civilisation gréco-romaine dans les pays de l'époque moderne occidentale.
Parmi les personnages historiques emblématiques figurent :
- Ceux qui ont été détournés du personnage réel, puis romancés :

1. Cyrano de Bergerac, (Savinien de Cyrano de Bergerac, libre-penseur) passé en comédie par Rostand
2. Faust, (Docteur Johann Georg Faust, alchimiste - voire charlatan, Renaissance) transformé en figure de littérature par Goethe
3. (en) Prince Jean, (Jean d'Angleterre) transformé en vil félon dans la légende de Robin des Bois

- Ceux dont la tradition et la légende ont effacé la connaissance objective :

1. Roland, preux de Charlemagne devenu semi-légendaire par sa geste contée dans la Chanson de Roland, Matière de France
2. le roi Arthur, emblème du cycle arthurien - Matière de Bretagne, si adulé que tant de recherches pour le relier au personnage réel se perdent en conjectures